# Immeuble Roisin
L' immeuble Roisin est un immeuble à appartements situé dans la section de Marcinelle à Charleroi (Belgique). Il a été conçu en 1935 par l'architecte Marcel Leborgne en collaboration de Maurice Hosdain,.

## Architecture

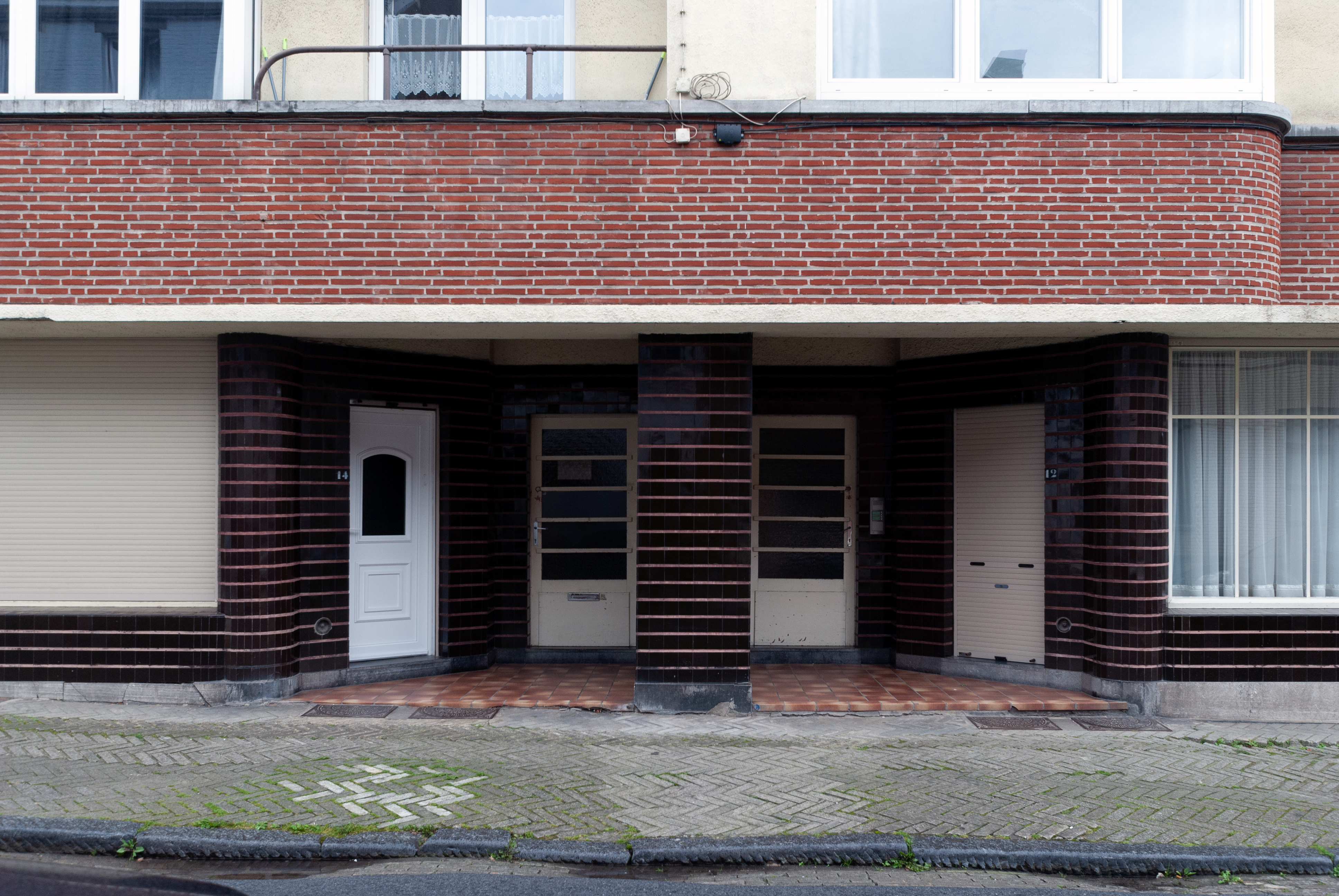
Vue de la porte d'entrée

Ce bâtiment, ainsi que l'immeuble Marin, sont considérés comme le symbole d'une nouvelle génération d'habitats collectifs dans la capitale du Pays Noir,. Plus modestement, il reprend l'esthétique "paquebot" qui caractérise la résidence Albert ou l'immeuble Moreau. La façade en brique est animée par trois bandes de fenêtres qui se terminent par un coin arrondi. Le rez-de-chaussée est caractérisé par l'utilisation de la brique émaillée. L'entrée des appartements est divisée en deux parties avec deux portes chacune. Une porte mène directement à l'appartement du rez-de-chaussée, l'autre à la cage d'escalier menant aux trois appartements supérieurs. Tous les appartements disposent de deux chambres, d'une salle à manger et d'une cuisine. Ils sont divisés en deux types : ceux qui font l'angle ont un fumoir tandis que ceux qui donnent sur la rue ont des terrasses.